# Вулиця Шкільна (Тернопіль)
Вулиця Шкільна — вулиця в мікрорайоні «Березовиця» міста Тернополя.

## Відомості
Розпочинається від вулиці Академіка Студинського, пролягає на північ до вулиці Микулинецької, де і закінчується. На вулиці розташовані переважно приватні будинки. З заходу примикають вулиці Івана Гавдиди та Василя Ярмуша.

## Освіта, культура
- Тернопільська загальноосвітня школа № 8 (Шкільна, 2)
- Будинок культури Тернопільського району (Шкільна, 4)

## Транспорт
Рух вулицею — двосторонній, дорожнє покриття — асфальт. Громадський транспорт по вулиці не курсує, найближчі зупинки знаходяться на вулиці Микулинецькій.